# John Eliot Gardiner
Pour les articles homonymes, voir Gardiner.
John Eliot Gardiner, né le 20 avril 1943 à Fontmell Magna (Dorset, Angleterre), est un chef d'orchestre britannique.

## Biographie
Petit-fils de l'égyptologue Alan Henderson Gardiner, petit-neveu du compositeur Balfour Gardiner, fils d'un éleveur de bétail et propriétaire terrien, Rolf Gardiner (écologiste avant l'heure) et d'une mélomane, sa vocation se déclenche en écoutant à l'âge de huit ans Les Vêpres de Monteverdi. Il étudie la musique et l'histoire au King's College de l'Université de Cambridge. Après l'obtention d'une maîtrise en histoire, il poursuit ses études en musique au King's College, sous la direction de Thurston Dart, puis est l'élève de Nadia Boulanger à Paris de 1967 à 1968. Pendant ses études au King's College, en 1964, il fonde le Monteverdi Choir et dirige le 5 mars 1964 les Vespro della Beata Vergine de Monteverdi. Il fonde The English Baroque Soloists en 1978 et l'Orchestre Révolutionnaire et Romantique en 1989, deux ensembles qui jouent sur instruments anciens mais se partagent les répertoires, le premier interprétant des compositions des périodes baroque et classique ; le second spécialisé dans la musique de la période romantique de la fin du XVIIIe siècle au début du XXe siècle.
Le répertoire de John Eliot Gardiner est au départ essentiellement baroque : Rameau, avec notamment Les Boréades créé au Festival d'Aix-en-Provence en juillet 1982 après deux siècles d'oubli , et Bach, dont il dirige l'intégrale des cantates en 2000 avec le Monteverdi Choir et son ensemble The English Baroque Soloists. Avec ces deux ensembles, Gardiner enregistre de nombreux chefs-d'œuvre de la musique sacrée baroque et classique, dont les Vespro della Beata Vergine de Monteverdi, le Musikalische Exequien de Schütz, Membra Jesu nostri de Buxtehude, les Passions selon saint Matthieu et selon saint Jean de Bach, Le Messie de Haendel et le Requiem de Mozart, mais également des œuvres profanes, comme Les Saisons de Haydn.
Il dirige un premier opéra, La Flûte enchantée de Mozart au English National Opera en 1969. Quatre ans plus tard, en 1973, il choisit, pour sa première prestation à Covent Garden, Iphigénie en Tauride de Gluck. Au cours de sa carrière, il dirige plusieurs opéras. Il est directeur musical du CBC Vancouver Orchestra de 1980 à 1983, puis de l'Orchestre de l'Opéra national de Lyon de 1983, année de sa création, à 1988, ainsi que de l'Orchestre symphonique de la NDR de 1991 à 1994.
Son répertoire s'est étendu à la période romantique avec des interprétations remarquées de Beethoven (intégrale des symphonies), Berlioz, Schumann (intégrale des symphonies) et Brahms, répertoire dans lequel l'utilisation d'instruments d'époque, le recours à un nombre réduit de musiciens et le sens du phrasé musical acquis par la pratique de la musique vocale font merveille.
L'une des spécificités de Gardiner est sa connaissance profonde et son amour de la musique française. On peut ainsi citer, parmi de nombreux exemples, son interprétation de Pelléas et Mélisande de Claude Debussy, ainsi que celle des Brigands de Jacques Offenbach.
Durant sa carrière ce chef participe, avec ses divers ensembles et orchestres, à plus de 250 enregistrements, parus la plupart sous les labels Archiv Produktion (le label de musiques anciennes de Deutsche Grammophon), Philips et Soli Deo Gloria.
Le 24 août 2023, il se retire d'une production des Troyens au Festival Berlioz de La Côte Saint André et des BBC Proms, après avoir frappé au visage la basse britannique William Thomas parce que ce dernier était sorti de scène du mauvais côté pendant une représentation. Il présente ses excuses au chanteur avant d'être remplacé par Dinis Sousa pour le reste des représentations à Salzbourg, Versailles et Berlin. Il se retire de l'ensemble de ces engagements après cet événement.

## Vie privée
John Eliot Gardiner est le fils du militant rural Rolf Gardiner, petit-fils de l'égyptologue Alan Henderson Gardiner et neveu de Margaret Gardiner. Il épouse en 1981 en premières noces la violoniste Elizabeth Wilcock avec qui il a trois filles et dont il se sépare en 1997. En 2001, il se remarie avec Isabella de Sabata, petite-fille du chef d'orchestre Victor de Sabata.
Gardiner s'occupe d'une ferme biologique à Springhead près de Fontmell Magna dans le North Dorset, fondée par son grand-oncle le compositeur Henry Balfour Gardiner. Sa ferme est surnommée « Uphill Gardiner ».
En août 2014, Gardiner fait partie des deux cents personnalités signataires d'une lettre publiée dans The Guardian s'opposant à l'indépendance de l'Écosse dans le cadre du  référendum de septembre 2014.

## Discographie sélective
- Magnificat BWV 243 - Jauchzet Gott in allen Landen BWV 51, de Johann Sebastian Bach

The Monteverdi Choir - English Baroque Soloists - 1 CD Decca/Philips
- Intégrale des cantates, de Johann Sebastian Bach

The Monteverdi Choir - English Baroque Soloists - Plus de 30 volumes parus à ce jour chez le label de Gardiner Soli Deo Gloria
- Symphonie fantastique, de Hector Berlioz

Orchestre Révolutionnaire et Romantique - 1 CD + LaserDisc Philips Classics (joué dans l'Ancien Conservatoire où fut créée l'œuvre en 1830)
- Water Music - Royal Fireworks Music, de George Frideric Handel

The English Baroque Soloists - 1 CD Decca/Philips
- Messiah, oratorio in 3 parts, de George Frideric Handel

The Monteverdi Choir - English Baroque Soloists - 2 CD Decca/Philips
- Dixit Dominus - Zadok the Priest, de George Frideric Handel

The Monteverdi Choir & Orchestra, avec Felicity Palmer et Margaret Marshall, soprani, Charles Brett et Marc-Angelo Messana, contre-ténors, Richard Morton and Alastair Thompson, ténors, David Wilson-Johnson, basse. Erato, 2292-45136-2, 1978 (enregistré en octobtre 1976 et janvier 1977, Henry Wood, Hall-London.- 1 CD Warner classics/Erato
- Concerti Grossi Op. 3, de George Frideric Handel

English Baroque Soloists - 1 CD Warner classics/Erato
- La Favola d'Orfeo, de Claudio Monteverdi

The Monteverdi Choir - English Baroque Soloists - 2 CD Archiv Produktion
- L'incoronazione di Poppea, de Claudio Monteverdi

The Monteverdi Choir - English Baroque Soloists - 2 CD Archiv Produktion
- Concertos pour piano, de Wolfgang Amadeus Mozart

English Baroque Soloists, Malcolm Bilson forte-piano - 9 CD Archiv Produktion
- The Fairy Queen, de Henry Purcell

The Monteverdi Choir - English Baroque Soloists - 2 CD Archiv Produktion
- King Arthur, de Henry Purcell

The Monteverdi Choir - English Baroque Soloists - 2 CD Warner classics/Erato
- Hail! Bright Cecilia : Ode for St Cecilia's Day, de Henry Purcell

The Monteverdi Choir - English Baroque Soloists - 1 CD Warner classics/Erato
- Welcome to all the pleasures - Dido & Aenas, de Henry Purcell

The Monteverdi Choir - English Baroque Soloists - 1 CD Decca/Philips
- The Indian Queen, de Henry Purcell

The Monteverdi Choir - English Baroque Soloists - 1 CD Warner classics/Erato
- The Tempest, de Henry Purcell

The Monteverdi Choir & Orchestra - 1 CD Warner classics/Erato
- Les Vêpres de la Vierge, de Claudio Monteverdi

The Monteverdi Choir and Orchestra - 2 CD Decca
- Symphonie n°4, de Brahms

Orchestre Révolutionnaire et Romantique - 1 CD Sdg
- Les Brigands, de Jacques Offenbach

Chœurs et Orchestre de l'Opéra de Lyon - 2 CD EMI Classics
- Berlioz : Les Troyens, Susan Graham, Didon, Anna Caterina Antonacci, Cassandre, Gregory Kunde, Enée, Ludovic Tézier, Chorèbe, Laurent Naouri, Narbal, Renata Pokupic, Anna, Monteverdi Choir, Chœur du Théâtre du Châtelet, Orchestre Révolutionnaire et Romantique, Dir. John Eliot Gardiner, mise en scène Yánnis Kókkos. (3 DVD/ Blu-ray BBC Opus Arte - Oct 19, 2004).
- Berlioz : L'Enfance du Christ, avec José van Dam, Gilles Cachemaille, Jules Bastin, Monteverdi Choir, Orchestre de l’Opéra de Lyon, dir. John Eliot Gardiner 2 CD Erato 1988

## Écrits
- Musique au château du ciel : un portrait de Jean-Sébastien Bach [« Music in the Castle of Heaven: a Portrait of Johann Sebastian Bach »] (trad. Laurent Cantagrel et Dennis Collins), Paris, Flammarion, 2014, 747 p. (ISBN 978-2-08-133489-2 et 2-08-133489-5, OCLC 897000905, BNF 44237212)

## Récompenses, distinctions et honneurs
- Docteur honoris causa de l'université de Lyon en 1987[9]
- Commandeur de l'ordre de l'Empire britannique (CBE) en 1989[10]
- Membre honoraire du King's College et de la Royal Academy of Music en 1992[9]
- Grammy Award, Best Choral Performance en 1994[11]
- Gramophone Award Artiste de l'année 1994
- Commandeur de l'ordre des Arts et des Lettres en 1996[9]
- Gramophone Award pour Die Schöpfung de Haydn, en 1997
- Chevalier, en 1998[12]
- Grammy Award, Best Opera Recording, en 1999[13]
- Gramophone Award pour le premier volume des cantates de Bach et Les Troyen de Berlioz, en 2005
- Médaille Bach de la ville de Leipzig, en 2005
- Docteur honoris causa en musicologie de l'université de Crémone (lieu de naissance de Claudio Monteverdi) en 2006
- Prix Bach de la Royal Academy of Music et de la Fondation Kohn, en 2008
- Chevalier de la Légion d'honneur, en 2011
- Voté dans le Gramophone Hall of Fame, en 2012
- Gramophone Award pour les Motets de Bach, en 2013
- Docteur honoris causa en musique du Royal College of Music, en 2016[14]
- Docteur honoris causa en musicologie de l'École pratique des hautes études (EPHE) de Paris le 14 mars 2018